# デザートクラウン
デザートクラウン（Desert Crown、2019年3月2日 - 2023年10月23日）は、イギリスの競走馬。主な勝ち鞍は2022年のダービーステークス、ダンテステークス。

## 戦績

### デビュ―前
2019年3月2日、ストロベリーフィールズスタッドの所有者ゲイリー・ロビンソンによって生産される。父は現役時キングジョージ6世&クイーンエリザベスステークスなどを勝利した種牡馬ナサニエル。同父の代表産駒にはエネイブルやチャンネルがいる。母はストロベリーフィールズスタッドが繋養する繁殖牝馬デザートベリーで、本馬の半兄としてG3競走プレミアカップを勝つフライングサンダーを生産している。2代母は、ジャドモントファームの牝系出身のフォーリンランゲージで、スカンジナヴィア古馬チャンピオンのバイナリーファイルの半妹に当たる。そのほか、近親にはプリンスオブウェールズステークス勝ち馬バイワード、アメリカでダイアナステークスなどG1競走4勝のプロヴィソ、コロネーションカップ勝ち馬クワイエトフリング、ジュライカップ勝ち馬コンティネント、メイトリアークステークスなどG1競走3勝のワンデスタなどがいる。
2020年10月、本馬はストロベリーフィールズスタッドによってタタソールズ社10月1歳セールへと上場され、競走馬の購買を仲介するブランドフォードブラッドストック社によって28万ギニーの価格で落札された。本馬は、ドバイの実業家サイード・スハイルによって所有され、競走馬としてマイケル・スタウト調教師のもとに預託された。

### 2歳（2021年）
11月3日、ノッティンガム競馬場で行われた芝8.5ハロンの未勝利戦でリチャード・キングスコート騎乗でデビューし、2着に5馬身1/2差を付けて勝利した。その後、3歳シーズンまで休養に入った。

### 3歳（2022年）

#### ダンテステークス
2022年5月12日、デザートクラウンはヨーク競馬場で行われたダンテステークスにて戦列に復帰。本馬は、同競走に出走する前から、有力馬ルクセンブルグの回避などを受けてダービーの前売りで7倍程度の支持を集めるようになっていた。ダンテステークスの単勝人気は、本馬と2000ギニー8着馬ロイヤルパトロネージとがともに4.5倍で共同の1番人気となった。
競走では、後方3頭目からレースを進め、直線では外から他馬をまとめて交わし、最後はロイヤルパトロネージに3馬身1/4差を付けて勝利。重賞初挑戦での重賞初勝利となった。これによってスタウトはヘンリー・セシル調教師の記録に並ぶ同競走の7勝を達成した。この勝利を受け、主要ブックメーカーは軒並み本馬をダービーステークスでの単勝1番人気に設定した。また、この完勝によって本馬のレーティングは117ポンドとなり、続くダービーでは出走馬の中で最高レーティングを保持する立場になる。

#### ダービーステークス
2022年6月4日、デザートクラウンはダービーステークスに出走。第243回を迎えた同競走は、同年6月2日から5日までを4連休として各処で催されたエリザベス女王即位70年を祝う「プラチナジュビリー」の祝賀行事の中心的なイベントの一つとなり、女王は健康状態を理由に列席しなかったものの、その娘であるアン王女が代わりに列席した。さらに、馬術選手のザーラ・ティンドールも来場。このほか、場内では多くのユニオンジャックが掲げられ、女王の勝負服をまとった40人の騎手が集い、メイン競走直前には花火が打ちあげられるなど、同式典のために様々な場面が展開された。また、同競走はこの先日に死去したダービー9勝の騎手レスター・ピゴットを追悼するかたちにもなっている。
単勝人気は、2戦2勝の本馬が3.5倍の1番人気。これに続いて、G3競走アイリッシュダービートライアルステークスを勝利したストーンエイジが4.5倍で2番人気、リステッド競走ニューマーケットステークスを7馬身差で勝利したネーションズプライドが8.5倍で3番人気、G3競走チェスターヴァーズを勝利したチェンジングオブザガードが10倍で4番人気となった。
競走では、発馬を決め、道中5番手あたりを進み、直線残り2ハロン付近で先頭に立った。その後は17頭の馬群を抜けて独走態勢となり、最後は少し差を詰められたが、追い上げたフーヤマルおよびウエストオーバーに対して2馬身1/2差を付けて優勝した。無敗での同競走勝利、1番人気での同競走勝利は、ともに2015年のゴールデンホーン以来7年振りであった。管理するマイケル・スタウト調教師は、2010年のワークフォースに続き12年振り6度目のダービー制覇となった。鞍上のキングスコートは、2度目の挑戦でダービー初制覇。キングスコートはその後、同年10月のチャンピオンステークスでもベイブリッジに騎乗して優勝し、このシーズンでイギリスの大競走を2勝することになる。
主要ブックメーカーは、デザートクラウンの凱旋門賞の単勝オッズを3 - 4倍の1番人気とした。英国競馬統括機構公式ハンデキャッパーのマーク・オレーは、着差の2馬身1/2差を楽勝であったことを考慮して7ポンドと換算し、同競走で2着に上がったフーヤマルを116ポンドに設定したことで、デザートクラウンに対して123ポンドというレーティングを与えた。国際的なレーティングは、2022年ロンジンワールドベストレースホースランキングの当初の中間発表（第4版）では122ポンド、第5版では123ポンドとなった。

#### 脚部不安と年内休養
ダービーを無敗で制したデザートクラウンは、その後7月23日施行のキングジョージ6世&クイーンエリザベスステークスを目標とし、同競走ではダービー3着後にアイリッシュダービーを勝ったウエストオーバーとの再戦が見込まれた。しかし7月13日頃、軽度の脚部不安が発覚。7月14日にスタウトが同競走の回避を表明した。続いて、8月のヨーク競馬場で施行されるインターナショナルステークスを回避。その後は凱旋門賞ないしチャンピオンステークスを目標とする旨が報道されていたが、7月時点で同シーズンの全休が決定した。この際、陣営のレーシングマネージャーは、馬主の意向に基づいて翌年春のドバイシーマクラシックで現役復帰することを示唆した。
11月9日に行われた第32回カルティエ賞の表彰では、2022年の最優秀3歳牡馬にノミネートされたが、最終的に仏ダービー馬ヴァデニが表彰され受賞は逃す結果となった。

### 4歳（2023年）
2023年は予定していたドバイシーマクラシックを回避し、復帰戦としてG3ブリガディアジェラードステークスを選択。1番人気に支持されるも、同じくここを復帰戦としていたフクムの2着に敗れる。
その後はプリンスオブウェールズステークスを目標に調整していたが、調教中に軽度の故障を起こして回避する。次にキングジョージ6世＆クイーンエリザベスステークスを予定するも脚の感染症による脚部不安によりここも回避となる。次いでインターナショナルステークスを目標としたが8月20日の調教中に球節の故障を発生し手術を受けた。
前脚には16本の螺子が挿入された当初は上手く行っているように見えた。しかしながら立っている際に前脚に体重が掛かって耐えることができず、最終的に回復が見込めないと判断され、10月23日午後に安楽死処分。懸命な治療が施されたが報われなかった。

## 競走成績
以下の内容は、Racing Post、BHAおよびJRA-VAN Ver.Worldによる。
| 競走日 | 競走日 | 競馬場         | 競走名                  | 格 | 頭 数 | 馬 番 | 人気 | 着順 | 騎手             | 距離（馬場）     | タイム  | 着差      | 1着馬（2着馬）      |
| ------ | ------ | -------------- | ----------------------- | -- | ----- | ----- | ---- | ---- | ---------------- | ---------------- | ------- | --------- | ------------------- |
| 2021.  | 11.21  | ノッティンガム | 未勝利戦                |    | 11    | 3     | 4人  | 1着  | R.キングスコート | 芝1m81y（重）    | 1:47.26 | 5馬身1/2  | （Schmilsson）      |
| 2022.  | 05.12  | ヨーク         | ダンテS                 | G2 | 8     | 3     | 1人  | 1着  | R.キングスコート | 芝1m2f67y（良）  | 2:09.46 | 3/4馬身   | （Royal Patronage） |
|        | 06.04  | エプソム       | ダービーS               | G1 | 17    | 2     | 1人  | 1着  | R.キングスコート | 芝1m4f6y（良）   | 2.36.38 | 02馬身1/2 | （Hoo Ya Mal）      |
| 2023.  | 05.25  | サンダウン     | ブリガディアジェラードS | G3 | 6     | 4     | 1人  | 2着  | R.キングスコート | 芝1m1f209y（良） | 2.08.92 | 1/2馬身   | Hukum               |

- F：ハロン（≒201.2 m）

## 血統表
| デザートクラウンの血統    | デザートクラウンの血統                                  | デザートクラウンの血統                                  | （血統表の出典）                                        | （血統表の出典） |
| 父系                      | サドラーズウェルズ系                                    | サドラーズウェルズ系                                    | サドラーズウェルズ系                                    | [ § 2 ]          |
| 父 Nathaniel 鹿毛 2008    | 父の父Galileo 鹿毛 1998                                 | Sadler's Wells                                          | Northern Dancer                                         | Northern Dancer  |
| 父 Nathaniel 鹿毛 2008    | 父の父Galileo 鹿毛 1998                                 | Sadler's Wells                                          | Fairy Bridge                                            |                  |
| 父 Nathaniel 鹿毛 2008    | 父の父Galileo 鹿毛 1998                                 | Urban Sea                                               | Miswaki                                                 | Miswaki          |
| 父 Nathaniel 鹿毛 2008    | 父の父Galileo 鹿毛 1998                                 | Urban Sea                                               | Allegretta                                              |                  |
| 父 Nathaniel 鹿毛 2008    | 父の母Magnificient Style 鹿毛 1993                      | Silver Hawk                                             | Roberto                                                 | Roberto          |
| 父 Nathaniel 鹿毛 2008    | 父の母Magnificient Style 鹿毛 1993                      | Silver Hawk                                             | Gris Vitesse                                            |                  |
| 父 Nathaniel 鹿毛 2008    | 父の母Magnificient Style 鹿毛 1993                      | Mia Karina                                              | Icecapade                                               | Icecapade        |
| 父 Nathaniel 鹿毛 2008    | 父の母Magnificient Style 鹿毛 1993                      | Mia Karina                                              | Basin                                                   |                  |
| 母 Desert Berry 鹿毛 2009 | 母の父Green Desert 1983 鹿毛                            | Danzig                                                  | Northern Dancer                                         | Northern Dancer  |
| 母 Desert Berry 鹿毛 2009 | 母の父Green Desert 1983 鹿毛                            | Danzig                                                  | Pas de Nom                                              |                  |
| 母 Desert Berry 鹿毛 2009 | 母の父Green Desert 1983 鹿毛                            | Foreign Courier                                         | Sir Ivor                                                | Sir Ivor         |
| 母 Desert Berry 鹿毛 2009 | 母の父Green Desert 1983 鹿毛                            | Foreign Courier                                         | Courtly Dee                                             |                  |
| 母 Desert Berry 鹿毛 2009 | 母の母Foreign Language 栗毛 2003                        | Distant View                                            | Mr. Prospector                                          | Mr. Prospector   |
| 母 Desert Berry 鹿毛 2009 | 母の母Foreign Language 栗毛 2003                        | Distant View                                            | Seven Springs                                           |                  |
| 母 Desert Berry 鹿毛 2009 | 母の母Foreign Language 栗毛 2003                        | Binary                                                  | Rainbow Quest                                           | Rainbow Quest    |
| 母 Desert Berry 鹿毛 2009 | 母の母Foreign Language 栗毛 2003                        | Binary                                                  | Balabina                                                |                  |
| 母系(F-No.)               | (FN:1-p)                                                | (FN:1-p)                                                | (FN:1-p)                                                | [ § 3 ]          |
| 5代内の近親交配           | Northern Dancer 4×4、Mr. Prospector 5×4、Nearctic 5･5×5 | Northern Dancer 4×4、Mr. Prospector 5×4、Nearctic 5･5×5 | Northern Dancer 4×4、Mr. Prospector 5×4、Nearctic 5･5×5 | [ § 4 ]          |
| 出典                      | 1. 2. 3. 4.                                             | 1. 2. 3. 4.                                             | 1. 2. 3. 4.                                             | 1. 2. 3. 4.      |